# Saint James Parish
Saint James Parish (franska: Paroisse de Paroisse de Saint-Jacques) är ett administrativt område, parish, i delstaten Louisiana, USA. År 2010 hade området 22 102 invånare. Den administrativa huvudorten är Convent.

## Geografi
Enligt United States Census Bureau har countyt en total area på 668 km². 637 av den arean är land och 30 km² är vatten.  

### Angränsande områden
- Ascension Parish - norr
- Saint John the Baptist Parish - öster
- Lafourche Parish - söder
- Assumption Parish - väster

### Städer och samhällen
- Convent
- Gramercy
- Lutcher